# 流星のロックマン (ゲーム)
『流星のロックマン』（りゅうせいのロックマン、Shooting Star Rockman）は、ロックマンシリーズ生誕20周年記念作品として製作されたゲーム。略称は「流星」または「流ロク」。

## 概要
流星のロックマンシリーズの第一作で、ニンテンドーDS専用ソフトとして「ペガサス」「レオ」「ドラゴン」の3バージョンを2006年12月14日に発売。ニンテンドーWi-Fiコネクション対応であるが、ブラザーバンドシステムに使うものであり、これを利用した通信対戦をすることはない。
ロックマンエグゼシリーズの後継作にあたり、エグゼシリーズのシステムを受け継ぎつつも様々なリニューアルがなされている。

## 各バージョンの違い
- スターフォースで変身できる能力が違う（別バージョンのプレイヤーとブラザーバンドを結めば、別バージョンの能力を使うことができる）。
- 中心となるサテライトの管理者が違う。
- 入手できる一部のメガカードと全種類のギガカードが違う（別バージョンのメガカードは通信のトレードで交換することで入手でき、別バージョンのメガカードを使うことが出来る）。

## ストーリー
220X年。地球上の全ての電子機器が電波で繋がれている時代。宇宙に地球外生命体を発見したニホン科学宇宙局「NAXA（ナクサ）」は、未知なる生命体との友好関係「ブラザーバンド」を結ぼうと、宇宙ステーション「きずな」を打ち上げた。しかし、人類の夢を乗せたこの宇宙ステーションは原因不明の事故に遭遇して消息不明に。必死の捜索も虚しく、数ヶ月後、ニホン海に「きずな」の一部と見られる機体の破片が落下した事を機に捜索は打ち切られ、NAXAはこのプロジェクトを永久に凍結した。
それから3年後。コダマタウンに住む星河スバルは、「きずな」のクルーだった父親・大吾を失ったショックから不登校となり、街の展望台で星空を眺める日々を送っていた。小学5年生になった日、彼は父の後輩、天地守から、父が仕事に使っていたという不思議なメガネ「ビジライザー」を渡される。クラスメイト達を避けるようにして向かった街の展望台でビジライザーを掛け、星空を見上げたスバルは、そこでFM星人を名乗る電波体「ウォーロック」と出会う。大吾を知ると告げた彼にスバルが父のことを聞こうとした瞬間、2人はFMプラネットからやって来た追っ手の電波ウイルスの襲撃に遭ってしまう。こうしてスバルは、ウォーロックに言われるがままに電波人間「ロックマン」へ電波変換し、電波ウイルスやFM星人達との戦いに巻き込まれて行くのだった。

## スターフォース
サテライト管理者により授かった「スターフォース」の力を使ってロックマンが変身した姿。
変身中はチャージショットが変化し、カウンターヒットをとると必殺技・SFB（スターフォースビッグバン）を使うことができる。
ただし、管理者と同じ属性になるため、弱点属性も継承することとなり、各々の弱点属性の攻撃を受けると、通常の2倍のダメージを受け、変身が解除されてしまう。また、一度変身が解除されると、そのバトルが終了するまで再変身出来なくなってしまう。
スターフォースはバージョン毎に異なるが、ブラザーを結んだ相手が別バージョンならばそのバージョンのスターフォースにも変身可能。
アイスペガサス - 属性：水
ペガサスバージョンのスターフォース。氷を操る青のロックマン。
- 特殊能力
  - バトルカードを横並びで選ぶことができる。

- チャージ攻撃 - 一直線に飛び敵を凍らせられる「アイススラッシュ」。
- SFB - 魔法で敵を凍らせる「マジシャンズフリーズ」。

ファイアレオ - 属性：炎
レオバージョンのスターフォース。炎を操る赤のロックマン。
- 特殊能力
  - バトルカードを横並びで選ぶことができる。

- チャージ攻撃 - 攻撃している時間の長いバーナーを放つ「フレイムバーナー」。
- SFB - 強力な火炎放射で攻撃する「アトミックブレイザー」。

グリーンドラゴン - 属性：木
ドラゴンバージョンのスターフォース。木の葉を操る緑のロックマン。
- 特殊能力
  - バトルカードを横並びで選ぶことができる。
  - ステータスガード - 状態異常にならない。

- チャージ攻撃 - 射程距離は短いが木の葉を広範囲に発射する「ウッディシュート」。
- SFB - 木の葉の竜巻を起こして攻撃する「エレメンタルサイクロン」。

## 登場人物

### メインキャラクター
星河 スバル（ほしかわ スバル）
本作の主人公。小学五年生の心優しき少年。将来の夢は父と同じ宇宙飛行士。父が行方不明になって以来、不登校になっていた。父親が持っていたビジライザーと言うゴーグルをかけることで電波を視覚できるようになる。近所の人曰く「変なゴーグルをかけた少年」「イカしたメガネの少年」らしい。
ウォーロックに出会ったことで、「ロックマン」に電波変換できるようになる。
ロックマンとしての姿は左手にはウォーロックがついており、ロックバスターによる攻撃を行える他、バトルカードによる様々な攻撃や、スターフォースによる変身が可能。普段茶色い髪は紫色に変わる。
ウォーロック
声 - 伊藤健太郎
通称「ロック」。FMプラネット星からやってきた電波生命体。電波兵器アンドロメダを起動するために必要な「アンドロメダの鍵」を持っているため他のFM星人から狙われており、星河スバルのトランサーに居候することとなる。スバルをロックマンにする力がある。
スバルの父・星河大吾のことに関して何かを知っているようである。
『流星のロックマン2』『流星のロックマン3』にも登場する。
響 ミソラ（ひびき ミソラ）
同年代の少年達から絶大な人気を得ている天才少女シンガー。病床の母親を励ますために歌を始めた過去を持つ。使用しているギターは、オーデション時に母親が買ってくれたものである。
母親の死後、自身を金儲けの道具として利用しようとするマネージャーへの怒りをハープに付け込まれ、「ハープ・ノート」に電波変換してしまうが、ロックマンことスバルの説得により改心。彼の初めてのブラザーとなる。
白金 ルナ（しろがね ルナ）
スバルのクラスメイト。コダマ小学校5年A組の委員長を務める。高飛車なお嬢様であり、長い金髪をツインテールに分け縦ドリルのように巻いている。スバルを学校に行かせようと干渉するので、彼から「えいせいオンナ」と呼ばれ敬遠されている。また、ロックマンに助けられて以来、彼にメロメロである。
エリートになってもらいたいと考えている両親との擦れ違いをオヒュカスに付け込まれ、「オヒュカス・クイーン」に電波変換してしまうが、ロックマンによって助けられる。その際ロックマンの正体がスバルであることを知り、彼とブラザーバンドを結んだ。
牛島 ゴン太（うしじま ゴンた）
スバルのクラスメイト。体が大きく力が自慢の乱暴者だが、委員長には頭が上がらない。
自分の居場所を失うのが怖いと思っており、それをオックスに付け込まれたことで「オックス・ファイア」に電波変換してしまうが、ロックマンによって助けられた。その後はスバルとも友達になり、彼がロックマンであることを知ると、ブラザーバンドを結んだ。
最小院 キザマロ（さいしょういん キザマロ）
スバルのクラスメイト。物知りで頭のキレる情報収集を得意とする委員長のご意見番。ロックマンに憧れているがそれと同時に正体が気になって仕方が無い。
双葉 ツカサ（ふたば ツカサ）
スバルのクラスメイト（アニメではC組）。不思議な雰囲気を持つ少年。スバルが学校に通い始めたきっかけのひとつでもある。穏やかな性格だが、幼い頃にゴミ集積所に捨てられたという過去を持ち、自分を捨てた両親を憎む気持ちから人格解離を起こした。
双葉 ヒカル（ふたば ヒカル）
両親を憎む気持ちから生まれた双葉ツカサの人格。穏やかなツカサとは違い、口は悪く、乱暴で残酷な性格で絆（＝ブラザーバンド）を激しく嫌っている。
アニメ版ではヒカルの人格は登場しない。

### 地球人
星河 大吾（ほしかわ だいご）
スバルの父親。3年前、宇宙ステーション「きずな」での事故で行方不明になる。
星河 あかね（ほしかわ あかね）
スバルの母親。大吾が行方不明になってから、女手一つでスバルを育ててきた。スバルの前では気丈に振舞っているが、心の傷は未だ癒えていない。
天地 守（あまち まもる）
天地研究所所長。大吾の後輩であり、元NAXA職員。行方不明になっている大吾を探し続けている。スバルに度々大吾の理想や考えを教え諭す。
宇田海 深祐（うたがい しんすけ）
天地の部下で元NAXA職員。NAXA職員の時に上司から裏切られたことが原因で疑心暗鬼に陥ってしまい、キグナスに付け込まれる形で「キグナス・ウィング」へと電波変換してしまうが、ロックマンによって助けられた。後にフライングジャケットという発明品の開発に成功している。
育田 道徳（いくた みちのり）
スバルの担任でありコダマ小学校の名物先生。七人の子供がいる。生徒達を自分の子供と同じように可愛がっているため、生徒達からの人気が高い。学力のみを重んじる学校の教育方針に反対して解雇されそうになり、教師としての理想と自分の家族の間で揺れ動いていたところをリブラにそそのかされて「リブラ・バランス」へと電波変換してしまう。
白金 ナルオ（しるがね ナルオ）
ルナの父親で、103デパートのオーナー。娘であるルナにはエリートコースを歩んでほしいと考えており、ルナを勝手に転校させようとするが、オヒュカスに襲われた際にルナの心の叫びを聞き、ルナと和解する。
白金 ユリ子（しるがね ユリこ）
ルナの母親。夫と同じく、ルナにはエリートになってほしいと考えている。ナルオ同様、オヒュカスに襲われた際にルナの心の叫びを聞き、ルナと和解する。
狭見 千代吉（はさみ ちよきち）
小学三年生の少年。意地っ張りでケンカ好きのため友達が出来ず孤独を感じている。
尾上 十郎（おがみ じゅうろう）
無愛想な植木職人。満月の夜になると血が騒いでしまう。
ジャン・クローヌ・ヴェルモンド・ジョルジョワーヌ14世
通称「クローヌ14世」。王冠に取り憑いた幽霊。生前は隆盛を極めていた貴族の当主だったらしい。

### FM星人
ウォーロックについてはウォーロックを参照。
オックス
おうし座のFM星人。強大な力を持っているが、頭はあまり良くないようである。
ルナに見捨てられるのを恐れる牛島ゴン太と電波変換し、オックス・ファイアとなる。
キグナス
はくちょう座のFM星人。疑心暗鬼に陥っている宇田海に「裏切りこそがこの世の本質」と近づき、彼と電波変換してキグナス・ウィングとなる。
ハープ
こと座のFM星人。響ミソラと電波変換することでハープ・ノートへと変身する。
マネージャーに嫌気が差したミソラの心に付け入り、音楽の力で地球を制圧しようとするが、ウォーロックに敗北後、スバル達の仲間となる。
リブラ
てんびん座のFM星人。
学校の教育方針に反対したがために解雇されそうになった育田道徳をそそのかして電波変換し、リブラ・バランスとなる。
オヒュカス
へびつかい座のFM星人。
両親から無理矢理エリートの道を歩まされようとした白金ルナをそそのかして電波変換し、オヒュカス・クイーンとなる。
ジェミニ
ふたご座のFM星人。雷神ジェミニと呼ばれるFM王の右腕。手下にたくさんのジャミンガーがいる。
自分を捨てた両親を憎む双葉ツカサと電波変換し、ジェミニ・スパークとなる。
キャンサー
かに座のFM星人。暴力的で友達の居なかった狭見千代吉と電波変換し、キャンサー・バブルとなる。本編では名前と電波変換した姿のみが登場し、本人は未登場。
ウルフ
おおかみ座のFM星人。植木職人の尾上十郎と電波変換し、ウルフ・フォレストとなる。本編では名前と電波変換した姿のみが登場し、本人は未登場。
クラウン
かんむり座のFM星人。ジャン・クローヌ・ヴェルモンド・ジョルジョワーヌ14世と電波変換し、クラウン・サンダーとなる。本編では名前と電波変換した姿のみが登場し、本人は未登場。
FM王（ケフェウス）
FMプラネットの王で、ケフェウス座のFM星人。親族からさえも王位や命を狙われた過去を持ち、疑心暗鬼に陥ったところをジェミニに利用され、友好条約を結ぼうとしたAMプラネットを滅ぼし、ブラザーバンドを結ぼうとした地球も滅ぼそうとする。

### 電波人間
ロックマンについては星河 スバルを参照。
オックス・ファイア
ゴン太とオックスが電波変換した姿。赤い物を見ると破壊せずにはいられない。炎を使った攻撃を主とし、パンチやタックルなどの力技を得意とする。炎属性。
キグナス・ウィング
宇田海とキグナスが電波変換した姿。白鳥の舞いを踊って相手に見せると、それを見た相手は勝手に踊りだしてしまう。「シタッパー」という子分を複数引き連れており、白鳥の舞いを踊りながらの体当たりや、羽根飛ばし、シタッパーを使った攻撃などをしてくる。
ハープ・ノート
ミソラとハープが電波変換した姿。音符や音波、音を操って戦う。マネージャーやファンを一度襲撃したが、ロックマン（スバル）の説得により改心し仲間となる。
リブラ・バランス
育田とリブラが電波変換した姿。両腕の天秤皿には炎と水がのっており、腕の炎、水と錘で攻撃する。属性は右腕が傾けば水属性、左腕が傾けば炎属性になる。学習電波で生徒達を無理矢理勉強させる。
オヒュカス・クイーン
ルナとオヒュカスが電波変換した姿。上半身が人間の女性、下半身が蛇の姿をしている。蛇を自在に操り、蛇を使った攻撃や、体当たり、目からマヒ効果のある光線を放つ。木属性。
ジェミニ・スパーク
ツカサとジェミニが電波変換した姿。＋電波と－電波を放出し、同じ極の電波を浴びた人間を争わせる。ジェミニ・スパーク_W（ホワイト）とジェミニ・スパーク_B（ブラック）に分かれ、連係攻撃や協力攻撃を得意とする。電気属性。Wはツカサ、Bはヒカルの人格が支配している。また、Bにしかダメージを与えることは出来ないが、Bを倒せばWも倒すことができる。
キャンサー・バブル
狭見千代吉とキャンサーが電波変換した姿。蟹が人型になったような容姿で、ケンカ好きな性格をしている。泡や津波を使った攻撃が得意で、両腕の鋏を飛ばしたりもする。「チョキ」が口癖。水属性。
ウルフ・フォレスト
尾上とウルフが電波変換した姿。鋭い爪や仲間の狼によって攻撃し、バトル中に満月が現れると体が赤くなりスピードアップする。木属性。
クラウン・サンダー
ゲームクリア後に出現。クローヌ14世（幽霊）とクラウンが電波変換した姿。白骨化した王のような姿をしている。周囲にボウガン、ハンマー、ドリルで攻撃をする3体のゴーストを連れており、本体は雷による攻撃を行う。また、雷にあたるとゴースト全員から袋叩きにされる。電気属性。

### サテライト管理者
世界の通信を管理する3つの衛星（サテライト）の管理者。FM王ケフェウスとアンドロメダによって滅ぼされたAMプラネットの生き残りであり、AMプラネットの三賢者と言われていた。
ストーリー中で、ロックマンに絆を守るための力「スターフォース」を授ける。
ペガサス・マジック
ペガサス座のAM星人でサテライト・ペガサスの管理者。
魔法や氷による攻撃を行う。水属性。
必殺技は、魔法陣を出現させ、そこから生み出した巨大な氷柱で敵を凍らせる「ペガサスフリーズ」。
レオ・キングダム
しし座のAM星人でサテライト・レオの管理者。
口から出す炎や燃える尻尾で攻撃する。炎属性。
必殺技は、強力な炎を吐いて敵を焼き尽くす「レオブレイザー」。
ドラゴン・スカイ
りゅう座のAM星人でサテライト・ドラゴンの管理者。
風や植物による攻撃を行う。木属性。
必殺技は、とぐろを巻くように回転し、巨大な木の葉の竜巻を起こして攻撃する「ドラゴンサイクロン」。

### 最終ボス
アンドロメダ
本作の最終ボス。FM星人達が造り上げた最強最悪の電波兵器。他の電波体を無差別に取り込み、過去にAMプラネットを滅ぼした。最初は甲殻類と人の顔を合わせたような姿をしているが、HPが半分以下になると人型へと変形し、中央のコアが黄緑色になった時しかダメージを与えられなくなる。隕石やミサイル、衝撃波での攻撃の他、人型時は破壊光線も放つ。モデルはアンドロメダ座。

## 地域名
コダマタウン
スバル達が住んでいる町。小学校や展望台、カードショップが存在する。
コダマ小学校
スバル達が通っている小学校。
天地研究所
天地が所長を勤める研究所。通称「アマケン」。
ヤシブタウン
103デパートなどの店が建ち並ぶ街。広場にはモアイによく似た巨大な像、「モワイ像」がある。モデルは渋谷。
ドリームアイランド
ゴミ集積場や公園がある海に面した町。モデルは夢の島ゴミ処分場。
宇宙ステーション
大吾が乗っていた宇宙ステーション「きずな」。大部分が故障しており、人の姿はない。複数のモジュールが存在する。

## 用語
トランサー
現在の人々が持つようになった携帯端末。左腕に装着する形状になっている。電話やEメールはもちろん、教科書や新聞にもなる上、カードフォースと呼ばれるカード型プログラムを通すことにより、ナビと呼ばれる擬似人格プログラムや武器プログラムを呼び出し、様々な行動を人間の代わりに行わせることが出来る。
ビジライザー
大吾が開発した、電波世界を見ることができる特殊なゴーグル。物語の序盤に天地からスバルの手に渡り、ウォーロックと衝突したことで本来の性能が戻っている。
サテライト
世界の通信を管理する衛星（サテライト）。「ペガサス」「レオ」「ドラゴン」と呼ばれる電波ネットワークが存在し、ほとんどのトランサーはこれらのいずれかに所属している。
ナビ
ロックマンエグゼシリーズの「ネットナビ」と同様の擬似人格プログラム。エグゼシリーズのように1人につき1体ということはなく、1つの行動に特化したナビをカード化させた「ナビカード」を個々が複数枚所有し、その場の目的に応じたナビを呼び出している。
- プロペラマン - ラジコンの操作ができる。
- オープンマン - ドアの電子ロックを解除することができる。
- エアコンマン - エアコンを操作し、暖房・冷房・送風の調整をする。
- ピッチマン - ピッチングマシーンの操作ができる。
- ショベルマン - ショベルカーを操ることができる。

この他にプレイヤーが使用できないドライブマン、ティーチャーマン、セキュリティーマン、トレードマンがいる。

## コラボレーション
ボクらの太陽 Django&Sabataとの関連性
シナリオ
ボクタイDS側のボスが流星のロックマンの世界に現れ、ボクタイDSの主人公サバタとジャンゴと協力してそのボスを倒すことになる。
通信
ボクタイDSともブラザーバンドを結ぶことが出来る。これを、クロス・ブラザーバンドと呼ぶ。クロス・ブラザーバンドを結べば、メールによって、相手側でしか手に入らないようなレアアイテムを送ってもらうことができる。
ロックマンエグゼシリーズとの関連性
ロックマンエグゼシリーズをWスロットすることにより、ロックマンエグゼシリーズのロックマンが登場するサブイベントが発生する。サブイベントをクリアすると、ロックマンエグゼシリーズをWスロットしないと入手できないレアアイテムを入手できる。

## 購入特典
本作の購入特典として「流星のペンダント」が配布されたが、これが尖った形状だったため転んだ時などに刺し傷などの怪我をする危険性があるとして、2007年2月1日に回収の告知が出された。手持ちのペンダントをカプコンに送付すると、「流星のロックマン」特製クリアファイルセット4点セットが代替品として送り返される。